# Diocesi di Xianxian

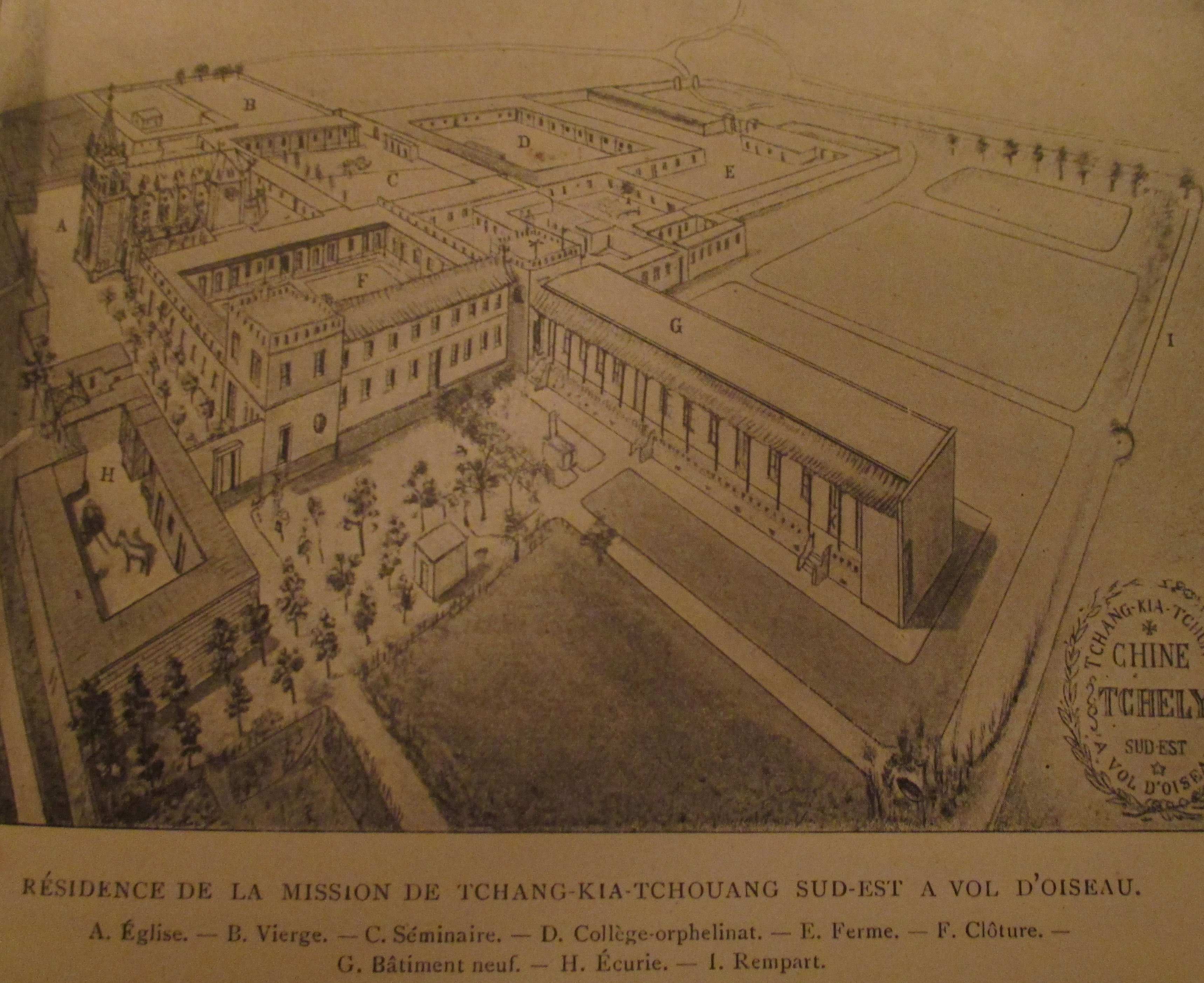
Il centro della missione nel 1900.

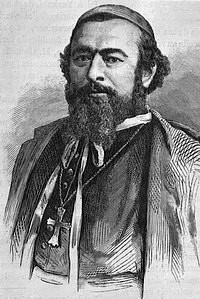
Mons. Adrien Languillat, primo vicario apostolico di Ce-li Sud-orientale.

La diocesi di Xianxian (in latino Dioecesis Scienscienensis) è una sede della Chiesa cattolica in Cina suffraganea dell'arcidiocesi di Pechino. Nel 1950 contava 62.000 battezzati su 2.200.000 abitanti. La sede è vacante.

## Territorio
La diocesi comprende parte della città-prefettura di Cangzhou nella provincia cinese di Hebei.
Sede vescovile è la città di Xianxian (contea di Xian), dove si trova la nuova cattedrale del Sacro Cuore, consacrata il 1º ottobre 2003, ricostruita sul luogo della precedente cattedrale, consacrata nel 1866 e distrutta nel 1966.

## Storia
Il vicariato apostolico di Pechino orientale fu eretto il 30 maggio 1856 con il breve Pastorum principis di papa Pio IX, ricavandone il territorio dalla soppressa diocesi di Pechino (oggi arcidiocesi).
Lo stesso giorno, con il breve Cum ad rem, Pio IX affidò il vicariato apostolico di Pechino orientale ai missionari gesuiti e nominò come primo vicario apostolico Adrien Languillat, vescovo titolare di Sergiopoli.
Successivamente assunse il nome di "vicariato apostolico di Ce-Li sud-orientale".
Il 3 dicembre 1924 cambiò nuovamente, assumendo quello di vicariato apostolico di Siensien in forza del decreto Vicarii et Praefecti della Congregazione di Propaganda Fide.
Il 24 maggio 1929, l'11 marzo 1935 e il 24 aprile 1939 cedette porzioni del suo territorio a vantaggio dell'erezione delle prefetture apostoliche rispettivamente di Yongnian (oggi diocesi di Yongnian), di Daming (oggi diocesi) e di Jingxian (oggi diocesi).
L'11 aprile 1946 il vicariato apostolico è stato elevato a diocesi con la bolla Quotidie Nos di papa Pio XII.
Il governo cinese ha preteso di mutare il nome della circoscrizione in "diocesi di Cangzhou". Vescovi "ufficiali" della diocesi, dopo la morte di Francis Xavier Zhao Zhenshen, sono stati Jean Liu Dinghan (dal 1982 al 1998, ritirato), Pierre Hou Jingwen (deceduto il 23 ottobre 1999), Joseph Li Liangui (dal 20 marzo 2000). Vescovi "clandestini" sono stati: Paul Li Zhenrong (vescovo dal 1983 alla sua morte, il 20 aprile 1992) e Zhang Weizhu (dal 1992). Nel 2006 la diocesi ha festeggiato il 150º anniversario della sua fondazione.

## Cronotassi dei vescovi
Si omettono i periodi di sede vacante non superiori ai 2 anni o non storicamente accertati.
- Adrien Languillat, S.I. † (30 maggio 1856 - 9 settembre 1864 nominato vicario apostolico di Kiang-nan)
- Édouard Dubar, S.I. † (9 settembre 1864 - 1º luglio 1878 deceduto)
- Henri-Joseph Bulté, S.I. † (23 marzo 1880 - 14 ottobre 1900 deceduto)
- Henri Maquet, S.I. † (20 luglio 1901 - 23 dicembre 1919 deceduto)
- Henri Lécroart, S.I. † (23 dicembre 1919 succeduto - 2 dicembre 1936 dimesso)
- François-Xavier Chao Cheng-sheng (Zhao Zhensheng), S.I. † (2 dicembre 1937 - 15 ottobre 1968 deceduto)
  - Sede vacante
  - Paul Li Zhenrong † (aprile 1983 consacrato - 20 aprile 1992 deceduto)
  - Zhang Weizhu † (1992 - ?)
  - Paul Song Wei-li, C.M. † (6 maggio 1994 - 20 luglio 1996 deceduto)
  - Jean Liu Dinghan † (10 ottobre 1982 consacrato - settembre 1998 dimesso)
  - Peter Hou Jing-wen † (settembre 1998 succeduto - 23 ottobre 1999 deceduto)
  - Joseph Li Lian-gui, consacrato il 20 marzo 2000

## Statistiche
La diocesi nel 1950 su una popolazione di 2.200.000 persone contava 62.000 battezzati, corrispondenti al 2,8% del totale.
| anno | popolazione | popolazione | popolazione | presbiteri | presbiteri | presbiteri | presbiteri                | diaconi | religiosi | religiosi | parrocchie |
| anno | battezzati  | totale      | %           | numero     | secolari   | regolari   | battezzati per presbitero | diaconi | uomini    | donne     | parrocchie |
| ---- | ----------- | ----------- | ----------- | ---------- | ---------- | ---------- | ------------------------- | ------- | --------- | --------- | ---------- |
| 1950 | 62.000      | 2.200.000   | 2,8         | 119        | 35         | 84         | 521                       |         | 135       | 85        | 221        |

Secondo alcune fonti statistiche, nel 2005 essa contava 75.000 battezzati, 206 tra chiese e cappelle e quasi 100 sacerdoti, saliti a 128 con le ordinazioni del 2012.